# Domeniu de integritate
În matematică, în special în algebra abstractă, un domeniu de integritate este un inel comutativ nenul în care produsul oricăror două elemente nenule este diferit de zero. Domeniile de integritate sunt generalizări ale inelelor de numere întregi și oferă un cadru natural pentru studiul divizibilității. Într-un domeniu de integritate, fiecare element diferit de zero a are proprietatea că dacă a ≠ 0, o egalitate ab = ac implică b = c.
Un „domeniul de integritate” este definit aproape universal ca mai sus, dar există unele variații. Acest articol urmează convenția conform căreia inelele au un element neutru față de înmulțire, notat în general cu 1, dar unii autori nu respectă acest lucru, nefiind necesar ca domeniile de integritate să aibă element neutru. Uneori sunt admise și domeniile de integritate necomutative. Totuși, acest articol urmează convenția mult mai comună de a folosi termenul de „domeniu de integritate” pentru cazul comutativ și de a folosi pentru cazul general care include inele necomutative termenul de „domeniu”.

## Definiție
Un domeniu de integritate este un inel comutativ nenul în care produsul oricăror două elemente nenule este diferit de zero. Echivalent:
- Un domeniu de integritate este un inel comutativ nenul fără divizori ai lui zero.[2]
- Un domeniu de integritate este un inel comutativ cu divizori zero nenuli.
- Un domeniu de integritate este un inel comutativ în care idealul zero {0} este un ideal prim.
- Un domeniu de integritate este un inel comutativ nenul pentru care fiecare element diferit de zero are element invers.
- Un domeniu de integritate este un inel pentru care mulțimea elementelor nenule este un monoid comutativ pentru înmulțire (deoarece un monoid trebuie să fie  închis pentru înmulțire).
- Un domeniu de integritate este un inel comutativ nenul în care pentru fiecare element diferit de zero, r, funcția care aplică fiecare element x al inelului la produsul xr este injectiv. Elementele r cu această proprietate se numesc regulate, deci este echivalentă cererea ca fiecare element diferit de zero al inelului să fie regulat.
- Un domeniu de integritate este un inel care este izomorf cu un subinel al unui corp. (Având în vedere un domeniu de integritate, se poate încorpora în corpul fracțiilor.)

## Exemple de domenii de integritate
- Exemplul arhetipic este inelul {\displaystyle \mathbb {Z} } al numerelor întregi.
- Orice corp este un domeniu de integritate. De exemplu, corpul {\displaystyle \mathbb {R} } al numerelor reale este un domeniu de integritate. Invers, orice domeniu de integritate artinian este un corp. În particular, toate domeniile de integritate finite sunt corpuri finite (în general, după mica teoremă a lui Wedderburn, domeniile finite sunt corpuri finite). Inelul de numere întregi {\displaystyle \mathbb {Z} } oferă un exemplu de domeniu de integritate infinit neartinian care nu este un corp, care posedă secvențe descrescătoare infinite de ideale, cum ar fi:

{\displaystyle \mathbb {Z} \supset 2\mathbb {Z} \supset \cdots \supset 2^{n}\mathbb {Z} \supset 2^{n+1}\mathbb {Z} \supset \cdots }
- Inelele de polinoame⁠(d) sunt domenii de integritate dacă coeficienții provin dintr-un domeniu de integritate. De exemplu, inelul {\displaystyle \mathbb {Z} [x]} al tuturor polinoamelor într-o variabilă cu coeficienți întregi este un domeniu de integritate; la fel este și inelul {\displaystyle \mathbb {C} [x_{1},\ldots ,x_{n}]} al tuturor polinoamelor în n-variabile cu coeficienți complecși.
- Exemplul anterior poate fi exploatat în continuare prin luarea de coeficienți din idealele prime. De exemplu, inelul {\displaystyle \mathbb {C} [x,y]/(y^{2}-x(x-1)(x-2))} corespunzând unei curbe eliptice plane este un domeniu de integritate. Integritatea poate fi verificată arătând că {\displaystyle y^{2}-x(x-1)(x-2)} este un polinom ireductibil⁠(d).
- Inelul {\displaystyle \mathbb {Z} [x]/(x^{2}-n)\cong \mathbb {Z} [{\sqrt {n}}]} este un domeniu de integritate pentru orice întreg {\displaystyle n} care nu este un pătrat. Dacă {\displaystyle n>0}, atunci acest inel este întotdeauna un subinel al lui {\displaystyle \mathbb {R} }, în caz contrar este un subinel al lui {\displaystyle \mathbb {C} .}
- Inelul numerelor p-adice⁠(d) întregi {\displaystyle \mathbb {Z} _{p}} este un domeniu de integritate.
- Inelul seriilor formale a unui domeniu de integritate este un domeniu de integritate.
- Dacă {\displaystyle U} este o mulțime deschisă conexă a planului complex {\displaystyle \mathbb {C} }, atunci inelul {\displaystyle {\mathcal {H}}(U)} constând din toate funcțiile olomorfe este un domeniu de integritate. Același lucru este valabil și pentru inelele de funcții analitice pe submulțimi deschise conexe de varietăți analitice.
- Un inel local regulat⁠(d) este un domeniu de integritate. De fapt, un inel local regulat este un inel factorial.[8][9]

## Nu sunt exemple de domenii de integritate
Următoarele inele nu sunt domenii de integritate.
- Inelul nul (inelul în care {\displaystyle 0=1}).
- Inelul factor {\displaystyle \mathbb {Z} /m\mathbb {Z} } când m este un număr compus. Într-adevăr, se alege o factorizare adecvată {\displaystyle m=xy} (însemnând că {\displaystyle x} și {\displaystyle y} nu sunt egale cu {\displaystyle 1} sau {\displaystyle m}). Atunci {\displaystyle x\not \equiv 0{\bmod {m}}} și {\displaystyle y\not \equiv 0{\bmod {m}}}, dar {\displaystyle xy\equiv 0{\bmod {m}}}.
- Produsul a două inele comutative nenule. Într-un astfel de produs {\displaystyle R\times S} există {\displaystyle (1,0)\cdot (0,1)=(0,0)}.
- Inelul factor {\displaystyle \mathbb {Z} [x]/(x^{2}-n^{2})} pentru orice {\displaystyle n\in \mathbb {Z} }. În acest inel imaginile {\displaystyle x+n} și {\displaystyle x-n} sunt diferite de zero, în timp ce produsul lor este 0.
- Inelul⁠(d) matricilor n × n peste orice inel nul când n ≥ 2. Dacă {\displaystyle M} și {\displaystyle N} sunt matrici astfel încât imaginea lui {\displaystyle N} este conținută în nucleul {\displaystyle M}, atunci {\displaystyle MN=0.} De exemplu, acest lucru se întâmplă pentru {\displaystyle M=N=({\begin{smallmatrix}0&1\\0&0\end{smallmatrix}})}.
- Inelul factor {\displaystyle k[x_{1},\ldots ,x_{n}]/(fg)} pentru orice corp {\displaystyle k} și orice polinoame care nu sunt constante {\displaystyle f,g\in k[x_{1},\ldots ,x_{n}]}. Imaginile lui f și g din acest inel factor sunt elemente diferite de zero al căror produs este 0. Acest argument arată, echivalent, că {\displaystyle (fg)} nu este un ideal prim. Interpretarea geometrică a acestui rezultat este că zerourile lui {\displaystyle (fg)} formează o mulțime algebrică afină⁠(d) care nu este ireductibilă (adică nu o varietatea algebrică) în general. Singurul caz în care această mulțime algebrică poate fi ireductibilă este atunci când {\displaystyle (fg)} este o putere a unui polinom ireductibil⁠(d), care definește aceeași mulțime algebrică.
- Inelul funcțiilor continue pe intervalul unitate. Se consideră funcțiile

{\displaystyle f(x)={\begin{cases}1-2x&x\in \left[0,{\tfrac {1}{2}}\right]\\0&x\in \left[{\tfrac {1}{2}},1\right]\end{cases}}\qquad g(x)={\begin{cases}0&x\in \left[0,{\tfrac {1}{2}}\right]\\2x-1&x\in \left[{\tfrac {1}{2}},1\right]\end{cases}}}
Nici {\displaystyle f}, nici {\displaystyle g} nu sunt peste tot zero, dar {\displaystyle fg} este.
- Produsul tensorial {\displaystyle \mathbb {C} \otimes _{\mathbb {R} }\mathbb {C} }. Acest inel are două elemente idempotente⁠(d) netriviale, {\displaystyle e_{1}={\tfrac {1}{2}}(1\otimes 1)-{\tfrac {1}{2}}(i\otimes i)} și {\displaystyle e_{2}={\tfrac {1}{2}}(1\otimes 1)+{\tfrac {1}{2}}(i\otimes i)}. Ele sunt ortogonale, ceea ce înseamnă că {\displaystyle e_{1}e_{2}=0,} prin urmare {\displaystyle \mathbb {C} \otimes _{\mathbb {R} }\mathbb {C} } nu este un domeniu. De fapt, există un izomorfism {\displaystyle \mathbb {C} \times \mathbb {C} \to \mathbb {C} \otimes _{\mathbb {R} }\mathbb {C} } definit de {\displaystyle (z,w)\mapsto z\cdot e_{1}+w\cdot e_{2}}. Inversul său este definit de {\displaystyle z\otimes w\mapsto (zw,z{\overline {w}})}. Acest exemplu arată că un produs fibrat⁠(d) al schemelor afine ireductibile nu trebuie să fie ireductibil.

## Divizibilitate, elemente prime și elemente ireductibile
În această secțiune R este un domeniu de integritate.
Fiind date elementele a și b din R, se spune că a divide pe b sau că a este un  divizor al lui b, sau că b este un multiplu al lui a, dacă există un element x în R astfel încât ax = b.
Unitățile⁠(d) din R sunt elementele care divid pe 1; acestea sunt tocmai elementele inversabile din R. Unitățile divid toate celelalte elemente.
Dacă a divide pe b și b divide pe a, atunci a și b sunt elemente asociate. Echivalent, a și b sunt asociate dacă a = ub pentru o unitate u.
Un element ireductibil este un element diferit de zero și care nu est o unitate, care nu poate fi scris ca produs a două elemente care nu sunt unități.
Un p diferit de zero și care nu este o unitate este un element prim dacă, ori de câte ori p divide un produs ab, atunci p divide pe a sau p divide pe b. Echivalent, un element p este prim dacă și numai dacă idealul principal (p) este un ideal prim diferit de zero.
Atât noțiunile de elemente ireductibile, cât și de elemente prime generalizează definiția obișnuită a numerelor prime din inelul {\displaystyle \mathbb {Z} ,} dacă se consideră prime și numerele prime negative.
Orice element prim este ireductibil. Inversa nu este adevărată în general: de exemplu, în inelul întregilor pătrate perfecte {\displaystyle \mathbb {Z} \left[{\sqrt {-5}}\right]} elementul 3 este ireductibil (dacă este factorizat netrivial, fiecare dintre factori ar trebui să aibă norma 3, dar nu există elemente de normă 3, deoarece {\displaystyle a^{2}+5b^{2}=3} nu are soluții întregi), dar nu este prim (deoarece 3 divide {\displaystyle \left(2+{\sqrt {-5}}\right)\left(2-{\sqrt {-5}}\right)} fără a diviza niciunul dintre factori). Într-un domeniu unic de factorizare, un element ireductibil este un element prim.
În timp ce factorizarea unică nu este valabilă în {\displaystyle \mathbb {Z} \left[{\sqrt {-5}}\right]}, există o factorizare unică a idealelor.

## Proprietăți
- Un inel comutativ R este un domeniu de integritate dacă și numai dacă idealul (0) al lui R este un ideal prim.
- Dacă R este un inel comutativ și P este un ideal în R, atunci inelul factor R/P  este un domeniu de integritate dacă și numai dacă P este un ideal prim.
- Fie R un domeniu de integritate. Atunci inelele de polinoame peste R (cu orice număr de nedeterminate) sunt domenii de integritate. Acesta este cazul în special dacă R este un corp.
- Proprietatea de înmulțire cu elementul simetric este valabilă în orice domeniu de integritate: pentru orice a, b și c într-un domeniu de integritate, dacă a ≠ 0 și ab =  ac atunci b = c. Un alt mod de a afirma acest lucru este că funcția {\displaystyle x\mapsto ax} este injectivă pentru orice a diferit de zero din domeniu.
- Proprietatea de înmulțire cu elementul simetric este valabilă pentru ideale din orice domeniu de integritate: dacă xI = xJ, atunci fie x = 0, fie I = J.
- Un domeniu de integritate este egal cu intersecția localizărilor⁠(d) idealelor maximale.
- O limită inductivă⁠(d) de domenii de integritate este un domeniu de integritate.
- Dacă {\displaystyle A,B} sunt domenii de integritate peste un corp algebric închis k, atunci {\displaystyle A\otimes _{k}B} este un domeniu de integritate. Aceasta este o consecință a teoremei zerourilor a lui Hilbert⁠(d),[note 1] în geometria algebrică, implică afirmația că inelul de coordonate al produsului a două varietăți algebrice afine peste un corp algebric închis este și el un domeniu de integritate.

## Corpul fracțiilor
Corpul fracțiilor K al unui domeniu de integritate R este mulțimea fracțiilor a/b cu a și b în R și b ≠ 0 modulo o relație de echivalență adecvată, echipată cu operațiile obișnuite de adunare și înmulțire. Este „cel mai mic corp care conține pe R ” în sensul că există un homomorfism de inel⁠(d) injectiv R → K astfel încât orice homomorfism de inel injectiv de la R la un corp factorizează prin K. Corpul fracțiilor din inelul de numere întregi {\displaystyle \mathbb {Z} } este corpul numerelor raționale {\displaystyle \mathbb {Q} .} Corpul fracțiilor unui corp este izomorf cu corpul însuși.

## Caracteristică și homomorfisme
Caracteristica a unui domeniu de integritate este fie 0, fie un număr prim.
Dacă R este un domeniu de integritate al caracteristicii prime p, atunci endomorfismul Frobenius⁠(d) f(x) = x p este injectiv.

## Spectrul unui domeniu de integritate
Divizorii lui zero au o interpretare topologică, cel puțin în cazul inelelor comutative: un inel R este un domeniu de integritate dacă și numai dacă este un redus, iar spectrul⁠(d) său, Spec R, este un spațiu topologic ireductibil⁠(d). Prima proprietate este adesea considerată că accentuează unele informații infinitezimale, în timp ce a doua este unai mai geometrică.
Un exemplu: inelul k[x, y]/(xy), unde k este un corp, nu este un domeniu, deoarece imaginile lui x și y din acest inel sunt divizori ai lui zero. Geometric, aceasta corespunde faptului că spectrul acestui inel, care este reuniunea dreptelor x = 0 și y = 0, nu este ireductibil. Într-adevăr, aceste două drepte sunt componentele sale ireductibile.